# Araquidamia
Araquidamia (em grego:  Αραχιδάμειαa línear c. 340-241 a.C.) foi uma rainha espartana, esposa de Eudamidas I, mãe de Arquidamus IV e Agesistrata, a avó de Eudâmidas  II, bisavó e avó de Agis IV.
Os relatos mais antigos retratam sua liderança das mulheres espartanas contra Pirro, durante o seu cerco contra Esparta no século III a.C. Em face da invasão, Gerúsia considerou enviar as mulheres para Creta, para sua segurança. Araquidamia, falando em nome das mulheres espartanas, "com a espada na mão," contestou esta proposta, questionando se as mulheres espartanas esperavam sobreviver a ruína de sua própria cidade.